# Wakaba
Il Wakaba (若葉? lett. "Foglie giovani/fresche") è stato un cacciatorpediniere della Marina imperiale giapponese, quarta unità appartenente alla classe Hatsuharu. Fu varato nel marzo 1934 dal cantiere di Sasebo.
All'inizio della guerra nel Pacifico rimase con le altre unità della divisione di appartenenza, la 21ª, nelle acque nazionali, quindi in gennaio fu inviato a sud per partecipare alle ultime fasi della campagna delle Indie orientali olandesi. Tra la fine di marzo e la fine di maggio rimase in manutenzione e revisione, quindi fu presente con la 5ª Flotta all'occupazione di Attu e Kiska nelle isole Aleutine. Per il resto del 1942 e buona parte del 1943 operò da Ominato o Paramushiro, effettuando pattugliamenti e missioni di scorta ai numerosi piccoli convogli da e per le due isole: il 26 marzo fu dunque presente alla battaglia delle isole Komandorski. Alla fine dell'estate partecipò inoltre all'evacuazione di Kiska, ma la collisione con il gemello Hatsushimo l'obbligò a rientrare prima del previsto. Riparato e dotato di un più ricco armamento contraereo, effettuò qualche missione di scorta da Yokosuka e Kure alla base aeronavale di Truk, ma nel febbraio 1944 fu di nuovo assegnato al settore settentrionale. In estate tornò ai porti di Yokosuka e Kure, dove svolse un intenso servizio di scorta e fu più volte revisionato, quindi in ottobre fu mobilitato per la battaglia del Golfo di Leyte: il 24 del mese, mentre tentava di rimontare la 5ª Flotta già partita, fu attaccato da velivoli imbarcati statunitensi che lo affondarono.

## Servizio operativo

### Costruzione
Il cacciatorpediniere Wakaba fu ordinato nell'anno fiscale edito dal governo giapponese nel 1931. La sua chiglia fu impostata nel cantiere navale di Sasebo il 12 dicembre 1931 e il varo avvenne il 18 marzo 1934; fu completato il 31 ottobre dello stesso anno. La nave formò con l'Hatsuharu, il Nenohi e l'Hatsushimo la 21ª Divisione, dipendente dal 1ª Squadriglia della 1ª Flotta.

### 1941-1942
Tra 1940 e 1941 il Wakaba passò al comando del capitano di corvetta Masakichi Kuroki. Subito dopo l'attacco di Pearl Harbor del 7 dicembre 1941 rimase con il resto della 21ª Divisione nelle acque nazionali con compiti di pattuglia, poiché lo stato maggiore intendeva conservare il nucleo di corazzate per una "battaglia decisiva" da anni studiata e teorizzata. Il 18 dicembre salparono da Tokuyama e andarono incontro alla 1ª Flotta aerea del viceammiraglio Chūichi Nagumo, reduce dall'attacco, per scortarla sino a Hashirajima dove arrivò il 23; i cacciatorpediniere rientrarono quindi a Tokuyama. Il 14 gennaio 1942 il Wakaba e le unità gemelle lasciarono il porto di scorta a un convoglio di petroliere che il 22 fece tappa a Davao nelle Filippine; da qui proseguirono verso Kendari aggregati alla forza anfibia che doveva sbarcarvi. Questa stessa formazione condusse poi riusciti sbarchi a Makassar (8 febbraio) e a Bali (18 febbraio). Nella notte tra il 28 febbraio e il 1º marzo, durante gli sbarchi su Giava, il Wakaba e gli altri tre vascelli inseguirono senza successo i quattro cacciatorpediniere statunitensi USS Alden, USS John D. Edwards, USS John D. Ford, USS Paul Jones, che fuggirono in Australia.
Dopo due settimane trascorse nelle acque indonesiane, il Wakaba intraprese il viaggio di ritorno in Giappone che durò dal 16 al 25 marzo, giorno nel quale fu sistemato in bacino di carenaggio a Sasebo per manutenzione. Il 29 maggio, di nuovo operativo, il Nenohi seguì l'incrociatore leggero Abukuma, conducente l'intera 21ª Divisione, da Ominato verso nord-est, come parte della manovra diversiva nelle isole Aleutine prevista dall'ammiraglio Isoroku Yamamoto per l'attacco all'atollo di Midway. Dal 7 al 12 giugno pattugliò le acque dell'appena occupata Attu con l'Hatsushimo, poi il 15 esplorò i paraggi dell'isola di Amchitka assieme al Nenohi e all'Abukuma, in cerca di possibili siti utili a ospitare un aeroporto. Rientrato in patria dopo la disfatta delle Midway, dal 1º al 10 luglio eseguì una ricognizione delle acque di Kiska, poi tornò in Giappone e dal 18 luglio all'8 agosto rimase a Yokosuka, sottoposto a revisione. Salpò dunque alla volta di Paramushiro, che fu per circa un mese base dei suoi pattugliamenti periodici delle acque delle isole Curili, per poi spostarsi negli ancoraggi di Shimushu; tra il 3 settembre e il 16 ottobre completò il trasporto di nuclei di fanteria ad Attu e Kiska. Il 27 ottobre lasciò Paramushiro con l'Hatsushimo di scorta agli incrociatori leggeri Abukuma, Kiso, Tama che sbarcarono truppe su Attu: rientrò a Shimushu, dove il 7 novembre passò al comando del capitano di corvetta Mobuyoshi Suetsugu, quindi riprese il mare il giorno stesso con lo Hatsushimo per recare ulteriori uomini a Kiska. Tornato indenne il 10, a fine novembre concluse un'ennesima missione di trasporto per Kiska, poi tra il 30 novembre e il 3 dicembre fu coinvolto nella scorta degli incrociatori Abukuma e Kiso che, da Paramushiro, recarono distaccamenti a Kiska. Dopo questa missione il Wakaba proseguì da solo sino a Sasebo, nei cui cantieri rimase dal 14 dicembre. Oltre alla revisione furono aggiunte nuove armi contraeree: i cannoni Vickers da 40 mm furono rimpiazzati da due installazioni binate di Type 96 da 25 mm L/60.

### 1943
Il 9 gennaio il Wakaba tornò e partì subito per Ominato, dove giunse l'11 gennaio: da qui condusse ricognizioni regolari, cui si aggiunse tra il 31 gennaio e il 4 febbraio la protezione dell'incrociatore ausiliario Asaka Maru, che trasportò truppe da Paramushiro a Kiska. Assieme all'Hatsushimo scortò poi, dal 13 al 22 febbraio, l'incrociatore Kiso e il trasporto Sakito Maru in un viaggio di andata e ritorno a Kiska. Il mese successivo seguì il grosso della 5ª Flotta in una missione di accompagnamento a un convoglio di tre unità, che incappò in una modesta squadra statunitense la mattina del 26 marzo. Nel corso di una battaglia durata tre ore circa giapponesi e americani si scambiarono cannonate e bordate di siluri da grande distanza e nessuno colse successi rilevanti: il Wakaba lanciò alcuni siluri, ma senza effetto. Il 30 marzo, in porto a Paramushiro, si scontrò inavvertitamente con il cacciatorpediniere Ikazuchi e subì danni contenuti; il giorno seguente salpò con lo Hatsushimo e accompagnò gli incrociatori pesanti Nachi e Maya (rimasti danneggiati nello scontro) sino a Yokosuka, raggiunta il 3 aprile: nel frattempo la 1ª Squadriglia era passato formalmente alle dipendenze della 5ª Flotta. Il 23 aprile, dopo un ciclo di manutenzione e riparazione, il Wakaba poté tornare a Ominato e ai suoi compiti di vigilanza, che lo impegnarono nei mesi seguenti. Tra il 20 e il 23 giugno scortò con l'Hatsushimo un convoglio sino a Paramushiro, missione ripetuta in solitaria tra il 28 giugno e il 2 luglio; in seguito, dopo un iniziale tentativo frustrato da condizioni meteorologiche proibitive, il 22 luglio partì per partecipare all'evacuazione di Kiska. Nel corso dell'operazione il Wakaba fu scelto come ammiraglia del capitano di vascello Shigetaka Amano, il comandante della 21ª Divisione, che nell'occasione contava anche i cacciatorpediniere Shimakaze, Naganami e Samidare e aveva il compito di formare uno schermo difensivo: tuttavia il 26 luglio, a causa della fitta nebbia, il Wakaba speronò la poppa dell'Hatsushimo, che a sua volta aveva abbordato il Naganami. Il capitano Amano si trasferì sullo Shimakaze poiché il Wakaba fu rimandato a Paramushiro; da qui il cacciatorpediniere navigò sino a Sasebo e dal 9 settembre al 16 ottobre rimase in riparazione. Nel corso dei lavori il Wakaba perse la torre singola con il pezzo da 127 mm, rimpiazzata da un'installazione tripla di Type 96, ed ebbe davanti alla plancia un impianto doppio di Type 96, sistemato su un ballatoio appositamente costruito; gli affusti binati nelle vicinanze del fumaiolo posteriore furono trasformati in tripli e la ricarica per i lanciasiluri di mezzanave fu sbarcata. Probabilmente, sempre in questa occasione, a poppa comparvero due lanciatori Type 94 e il carico di bombe di profondità fu portato a trentasei.
Agli ordini del nuovo comandante capitano di corvetta Kanehumi Ninokata e fornito anche di un radar Type 22 di superficie, il Wakaba lasciò Sasebo il 16 ottobre e sino alla metà di novembre fu impegnato nelle usuali ricognizioni e missioni di scorta da Ominato; si riunì quindi a Kure alla 21ª Divisione, che alla data riuniva l'Hatsuharu e l'Hatsushimo. Salpò con essa il 24 novembre di scorta alla portaerei Hiyo, che fece tappa a Manila prima di fermarsi a Singapore: rimasero nella città dal 3 al 10 dicembre, poi tutte le navi ripartirono. Sostarono a Tarakan e alle isole Palau e infine si fermarono alla base aeronavale di Truk. Il 24 dicembre il Wakaba e le unità gemelle fecero rotta per Yokosuka accompagnando le portaerei Zuiho e Unyo, arrivando a destinazione il 29 del mese.

### 1944 e l'affondamento
Il 1º gennaio 1944, appena rientrata in patria, la 21ª Divisione cacciatorpediniere fu riassegnata alle dirette dipendenze del comandante della Flotta Combinata, all'epoca l'ammiraglio Mineichi Kōga. Dal 4 al 9 gennaio il Wakaba, assieme al resto della divisione e ai due cacciatorpediniere Maikaze e Nowaki, accompagnò l'incrociatore pesante Atago, la Zuiho e la Unyo sino a Truk. Le portaerei scaricarono velivoli e materiali, quindi furono caricate con attrezzature e materie prime per il viaggio di ritorno; durante la traversata, però, la Unyo fu gravemente danneggiata da un sommergibile e quindi fu dirottata a Saipan con la scorta dell'Hatsushimo. Toccata il 23 Yokosuka, il Wakaba riprese il mare il 29 assieme all'Hatsuharu per proteggere la Zuiho e la Chiyoda, anch'esse in rotta per Truk. L'andata e il ritorno si svolsero senza incidenti e il 16 febbraio le unità rientrarono a Yokosuka; da qui i due cacciatorpediniere proseguirono per Sasebo, avendo bisogno di manutenzione. Il 27 febbraio, rimesso in efficienza, il Wakaba e il gemello fecero rotta per Ominato e dal 29 febbraio ripresero le periodiche ricognizioni e missioni di scorta nelle acque settentrionali dell'Impero giapponese. Nella seconda metà di maggio, a Ominato, il locale arsenale piazzò due cannoni Type 96 da 25 mm in postazioni singole ai lati e davanti alla plancia; il 24 giugno, dopo altre settimane di servizio di pattugliamento, il Wakaba si ormeggiò a Yokosuka. Oltre a essere revisionato, aggiunse lungo lo scafo altri dieci Type 96 singoli e quattro mitragliatrici pesanti Type 93 da 13,2 mm singole. Il 28 salpò con l'Hatsuharu, sbarcò truppe a Iwo Jima e il 30 rientrò in porto; il Wakaba compì una missione analoga ma in solitaria tra il 10 e il 14 luglio 1944. Dal 20 luglio fu sottoposto a una manutenzione più approfondita e fu dotato di un radar Type 13 da ricerca aerea. Il 12 agosto, tornato operativo, salpò con l'Hatsuharu di scorta alla Unyo e alla nave da battaglia Yamashiro che si spostarono a Kure, dove per due giorni fu di nuovo revisionato; dal 16 agosto al 21 settembre fu dunque impegnato con l'unità sorella nella difesa di convogli in partenza da Kure per Formosa e Luzon (Filippine), prima di tornare nell'arsenale per un altro ciclo di manutenzione durato dal 12 al 15 ottobre. Qui furono inoltre aggiunti altri tre cannoni da 25 mm in postazioni singole, portando il totale di tali installazioni a quindici.
Il 14 ottobre il Wakaba partì con il resto della 21ª Divisione di scorta alla 21ª Divisione incrociatori (Ashigara, Nachi) che, passando per Amami Ōshima, si ancorò a Mako nelle Pescadores, per proseguire poi da sola verso le Filippine in obbedienza al piano Shō-Gō 1. I tre cacciatorpediniere continuarono sino a Takao e il 21 salparono con destinazione Manila, dove fecero scendere personale appartenente alla 2ª Flotta aerea. Il 23 ripresero il mare per unirsi alla 5ª Flotta del viceammiraglio Kiyohide Shima (anch'essa coinvolta nell'operazione), ma il 24 la piccola formazione fu individuata e attaccata da velivoli appartenenti alla portaerei USS Franklin; il Wakaba fu colpito da una bomba o due che provocarono danni molto gravi: affondò in 45 minuti e con quarantadue morti a bordo al largo della costa occidentale di Panay e poco a ovest della piccola isola di Maniguin (11°36′N 121°36′E). L'Hatsushimo e l'Hatsuharu salvarono in totale 179 uomini, compresi ventisette feriti, il capitano Ninokata e il comandante della divisione, capitano di vascello Hisashi Ishii, e li trasportarono a Manila.
Il 10 dicembre 1944 il Wakaba fu rimosso dalla lista delle navi in servizio attivo con la Marina imperiale.